# H. Y. Sprague
Hubert Y. „Bert“ Sprague (* 19. Dezember 1909; † 13. Dezember 1991) war ein US-amerikanischer Rancher und Politiker (Demokratische Partei).

## Werdegang
Über H. Y. Sprague ist nicht viel bekannt. Er betrieb eine Ranch in Star Valley, etwa 5 Meilen östlich von Payson (Gila County). Seine Rinder versah er mit dem Brandzeichen „BS“. Sprague sagte:

“It stands for brown sugar.”

„Es stand für braunen Zucker.“

Sein Hobby war es tote Tiere von den Landstraßen einzusammeln, diese dann nach Hause zu bringen und zu enthäuten. Bei einem dieser Streifzüge war er im Januar 1983 auf dem Arizona Highway 260 mit einem toten Stinktier unterwegs. Zu diesem Zeitpunkt war er 73 Jahre alt. Seine Streifzüge auf der Landstraße zwischen Star Valley und Payson unternahm er, da es nur wenige lebende Stinktiere um sein Grundstück herum gab. Nach der Ansicht von Sprague waren die vielen Hunde in der Gegend der Grund dafür. In der verbleibenden Zeit dachte er an Verbesserungen an seinem Heim nach, ein rechteckiges Metallgebäude auf einem Hügel in Star Valley. Um den Gestank bei den Pelzen zu überdecken, setzte er Tomatensaft ein, verkaufte die Pelze aber nicht weiter.
Sprague war von 1959 bis zu seinem Rücktritt am 19. März 1960 State Treasurer von Arizona. Während dieser Zeit lebte er in Tucson (Pima County) und Phoenix (Maricopa County). Gouverneur Paul Jones Fannin ernannte am 24. März 1960 den Republikaner John Quebedeaux zu seinem Nachfolger.
Den Betrieb seiner Ranch gab er Ende der 1970er Jahre auf. Seine Ehefrau litt an Arthritis. Sprague sagte:

“I couldn't ride two horses at the same time.”

„Ich konnte keine zwei Pferde gleichzeitig reiten.“